# Mastrus rufobasalis
Mastrus rufobasalis là một loài tò vò trong họ Ichneumonidae.